# Eisenbrechtshofen
Eisenbrechtshofen ist ein Dorf und Ortsteil des Marktes Biberbach im schwäbischen Landkreis Augsburg in Bayern (Deutschland). Zur Gemarkung gehört auch die Siedlung Zollsiedlung (auch Zollhaus).

## Lage
Die Kreisstraße A 9 führt von Biberbach über Kleemeisterhaus und Zollsiedlung nach Langweid am Lech. Die Kreisstraße A 15 führt von Biberbach über Eisenbrechtshofen, Eggelhof und Achsheim nach Gablingen.

## Geschichte
Erstmals wird Eisenbrechtshofen in Urkunden des 12. Jahrhunderts erwähnt. Ein Ritter dessen Name Konrad, dictus de Isenbrechthouen gewesen ist, wird als Grundherr genannt. Seit dem 13. Jahrhundert war die Herrschaft Biberbach, zu der Eisenbrechtshofen gehörte, in Besitz der Pappenheimer und wurde 1514 von Jakob Fugger erworben. Mit der Rheinbundakte 1806 kam der Ort zu Bayern. 1812 wurde die 1619 errichtete Filialkirche St. Stephan abgerissen. An ihrer Stelle ist die 1872 erneuerte Wegkapelle errichtet, die unter Nummer D-7-72-121-12 in die Denkmalliste eingetragen ist.

Nach dem Zweiten Weltkrieg entstand östlich von Eisenbrechtshofen die Zollsiedlung, in welcher Vertriebene eine neue Heimat fanden. Eisenbrechtshofen und Zollsiedlung gehören zur katholischen Pfarrei Sankt Jakobus major in Biberbach. Bis zur Gebietsreform in Bayern am 1. Juli 1972 gehörte die selbstständige Gemeinde Eisenbrechtshofen mit ihrem Ortsteil zum Landkreis Wertingen und wurde dann dem Landkreis Augsburg (zunächst mit der Bezeichnung Landkreis Augsburg-West) zugeschlagen. Am 1. Mai 1978 wurde sie in den Markt Biberbach eingemeindet.

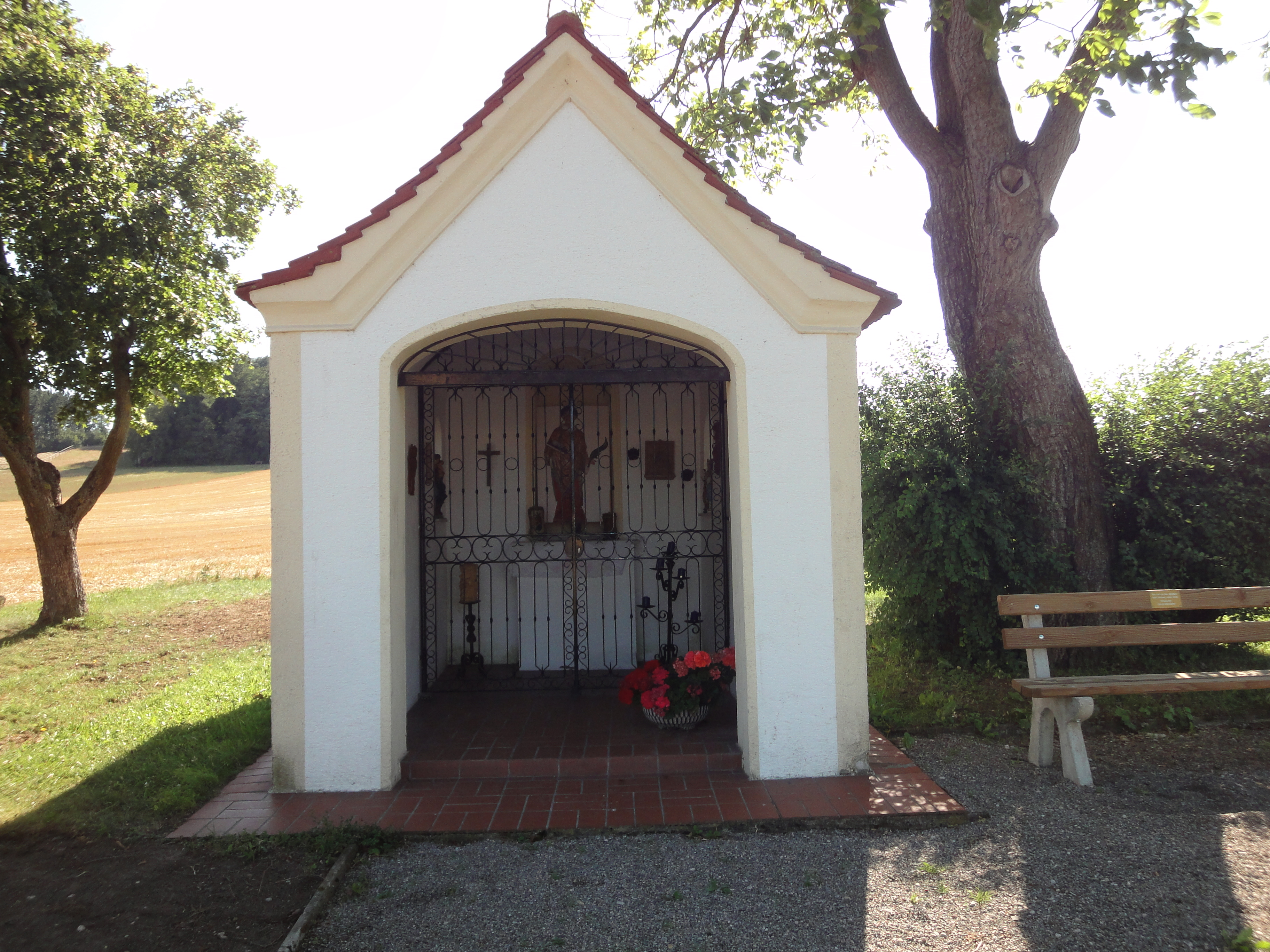
Wegkapelle St. Stephanus Eisenbrechtshofen

## Ortsvereine
- Freiwillige Feuerwehr Eisenbrechtshofen
- Schützenverein Waldeslust Eisenbrechtshofen
- Fischereiverein Eisenbrechtshofen